# Kasim Reed
Pour les articles homonymes, voir Reed.
Kasim Reed, né le 10 juin 1969 à Plainfield, au New Jersey, est un homme politique américain. Il est maire d'Atlanta, en Géorgie, du 4 janvier 2010 au 2 janvier 2018.